# Lois Pereiro
Luis Ángel Sánchez Pereiro (født 16. februar 1958 i Monforte de Lemos, død 24. maj 1996 i A Coruña) var en galicisk-sproget spansk digter og forfatter fra Galicien. Dagen for galicisk litteratur er dedikeret til ham i 2011.

## Værker
- Poemas 1981/1991 (1992)
- Poesía última de amor e enfermidade (1995)
- Poemas para unha Loia (1997)
- Conversa ultramarina (2010)
- Náufragos do Paraíso (2011)
- Antoloxía (2011)
- Modesta proposición e outros ensaios (2011)
- Obra poética completa (2011)
- Obra completa (2011)
- Poesía última de amor y enfermedad (2012)
- Collected Poems (2011)
- Sabrani stihotvoreniya (2013)
- Akaberako poesía amodioaz eta gaitzaz (2013)
- Poesía última d'amor i malaltia (2016)